# Eva Asderaki
Eva Asderaki (tiếng Hy Lạp: Εύα Ασδεράκη, sinh ngày 27 tháng 1 năm 1982), còn có tên kết hôn là Eva Asderaki-Moore, là một trọng tài quần vợt người Hy Lạp. Cô là người đã bắt chính trong các trận đấu quần vợt quốc tế kể từ năm 2001, trong đó bao gồm tất cả bốn giải đấu Grand Slam. Năm 2015, Asderaki trở thành người phụ nữ đầu tiên làm trọng tài cho một trận chung kết Đơn nam quần vợt Mỹ Mở rộng.

## Đầu đời
Asderaki sinh ngày 27 tháng 1 năm 1982 tại Chalcis, Hy Lạp. Khi còn trẻ, cô bắt đầu chơi quần vợt. Cô cũng từng được xếp hạng là tay vợt hạt giống thứ bảy dưới 16 tuổi ở Hy Lạp.

## Sự nghiệp
Asdearki có chứng nhận vàng từ Liên đoàn Quần vợt Quốc tế. Bắt đầu sự nghiệp với tư cách là một trọng tài biên tại câu lạc bộ quần vợt địa phương vào năm 1997, Asdearki sớm nhận được huy hiệu trọng tài đầu tiên của ITF tại Thessaloniki năm 2000. Từ năm 2000 đến 2008, cô theo học khóa đào tạo trọng tài ở Luxembourg. Asdearki là trọng tài quần vợt Hy Lạp quốc tế duy nhất tính đến thời điểm hiện tại.
Sự kiện quần vợt chuyên nghiệp đầu tiên của Asdearki là ở Athens năm 2000. Sự kiện này có giải thưởng tương đương khoảng 10.000€ dành cho người chiến thắng. Asderaki bắt đầu sự nghiệp trọng tài quốc tế của mình vào năm 2001, với sự kiện quốc tế đầu tiên ở Israel. Năm 2007, Asderaki làm trọng tài tại Thế vận hội Mùa hè 2004 ở Athens, Hy Lạp và đến năm 2007, cô bắt đầu thường xuyên làm trọng tài tại các giải đấu WTA.
Vào năm 2011, Asderaki làm trọng tài cho Wimbledon đơn nữ và Giải quần vợt Mỹ mở rộng. Trong trận chung kết US Open, cô bị Serena Williams mắng chửi sau khi phạt Williams một điểm vì lỗi la hét khi chưa hết pha bóng. Williams sau đó nói rằng Asderaki "xấu xí ở bên trong", mặc dù sau đó Williams tuyên bố rằng cô đã nhầm Asderaki với một trọng tài khác mà cô từng không bằng lòng.
Vào năm 2013, Asderaki bắt chính trận chung kết đơn nữ tại Wimbledon. Vào năm 2015, Asderaki đã trở thành người phụ nữ đầu tiên làm trọng tài cho một trận chung kết Đơn nam quần vợt Mỹ mở rộng tại trận thư hùng giữa hai tay vợt hạt giống là Novak Djokovic và Roger Federer. Màn trình diễn xuất thần của cô được xem là tốt đến mức cô nổi tiếng hơn Djokovic và Federer trên phương tiện truyền thông xã hội sau trận chung kết và Asderaki tự coi đó là điểm sáng trong sự nghiệp của mình. Vào năm 2016, lần đầu tiên cô tham gia giải Úc mở rộng tại chính quê hương thứ hai của mình. Asderaki tiếp tục làm trọng tài tại tại Fed Cup 2018 khi đang mang thai. Cô cũng tham gia làm trọng tài cho Giải vô địch Wimbledon 2019, bao gồm trận bán kết đơn nam giữa Novak Djokovic và Roberto Bautista Agut và trận đấu US Open 2019 giữa Federer và Damir Džumhur, trong đó Džumhur bị chỉ trích vì đã hét vào Asderaki. Vào năm 2020, Asderaki làm trọng tài cho trận chung kết đơn nữ Úc mở rộng giữa Sofia Kenin và Garbiñe Muguruza.

## Đời tư
Asderaki từng sống ở Anh và hiện đang sống ở Úc với chồng Paul Moore. Cặp đôi kết hôn vào năm 2012 tại London. Hai người có con đầu lòng vào tháng 7 năm 2018.